# Arthur Boni
Arthur Boni (Antwerpen, 21 oktober 1934 – Amsterdam, 24 december 2022) was een Vlaams-Nederlandse acteur.

## Levensloop
Boni studeerde gedurende drie jaren voordracht aan het conservatorium in Antwerpen naast een studie voor accountant. Hij won een "De Gruyter-plaquette" voor de beste jonge voordrachtskunstenaar en kreeg een beurs om een opleiding te volgen aan de Toneelschool in Amsterdam. Toen hij daar niet terecht kon, omdat men hem tot de gevorderden rekende, nam hij privé-lessen. Hij begon zijn loopbaan in het theater in 1957. Boni was voornamelijk werkzaam in Nederland. Hij was daar te zien in vele theaterstukken, (televisie)films en televisieseries. In films en op televisie was hij vooral te zien in bijrollen. In de series  Rust roest, De zomer van '45 en Bureau Kruislaan had Boni hoofdrollen.

## Persoonlijk
In 1986 kreeg Boni een relatie met actrice Bea Meulman. Van 1987 tot en met 1998 waren zij getrouwd.
Boni overleed in 2022 op de dag voor kerst op 88-jarige leeftijd in Amsterdam.

## Televisie en film

### Televisieserie
- In Holland Staat een Riddergoed – Getuige (VPRO, 1962)
- De avonturen van Okkie Trooy – Markies van Karakoelikas (AVRO, 1963)
- Herrie om Harrie – Assistent Charles (NCRV, 1963)
- Vrouwtje Bezemsteel – Hatsi Ben Omar/ Muzikant/ Schoppenboer (AVRO, 1965-1966)
- Waaldrecht – Kapelaan Eddie (VARA, 1973)
- Klaverweide (VARA, 1975)
- Tijdschrift; aflevering “Wie ben je dan wel” – Conrector (Teleac/NOT, 1977)
- De beslagen spiegel (IKON, 1980)
- Het wassende water – Rechercheur (NCRV, 1986)
- Dossier Verhulst – Officier van Justitie (TROS, 1986-1987)
- Speurtocht naar vroeger NOS/NOT, 1987)
- Gemene verhalen Veronica, 1987)
- Rust roest – Joris van Alphen (NCRV, 1989)
- De Brug – Inspecteur Volksgezondheid (KRO, 1990)
- Ha, die Pa! – Baron Van Impe (NCRV, 1991)
- De zomer van '45 – vader Bloemink (NCRV, 1991)
- Zonder Ernst – Barend (NCRV, 1992)
- Medisch Centrum West – Rechercheur van Dijk/ Fred Timmer/ Officier van Justitie (TROS, 1988/ 1991/ 1993)
- Bureau Kruislaan – Brigadier Tom Panhuis (VARA, 1992-1995)
- Niemand de deur uit! – Man in theater (RTL 4, 1993)
- Recht voor z’n Raab – Tellier NOS, 1993)
- Flodder – Chef (Veronica, 1993)
- Coverstory – Gerben Brakman/ Bewaker opvangcentrum (NCRV, 1993/1995)
- Toen was geluk heel gewoon – Theo Eerdmans (KRO, 1994)
- Pleidooi (AVRO, 1995)
- In voor- en tegenspoed – Supermarkt manager (VARA, 1995)
- SamSam – Willy Meeuwisse (RTL 4, 1996)
- In naam der koningin – Dominee (NCRV & BRTN, 1996)
- 12 steden, 13 ongelukken – Jaap/ Henk/ Bram – (VARA, 1994/1996/1997)
- Duidelijke taal! (Teleac/NOT, 1997)
- Over de liefde (IKON & BRTN, 1997)
- Combat – Kolonel uit Den Haag (Veronica, 1998)
- Wittekerke – Thijs Heersma (VTM, 1998)
- Spangen – Dominee (TROS, 1999)
- In de clinch – Meneer Krul (NCRV, 1999)
- De aanklacht (AVRO, 2000)
- Goede tijden, slechte tijden – Meneer Abspoel/ Bernard Bentz van den Berg (RTL 4, 1990 & 1993/ 2000-2001)
- Land van Rama (OHM, 2001)
- Wilhelmina – Minister (NCRV, 2001)
- De middeleeuwen – diverse rollen (Teleac/NOT, 2001)
- Echt waar – Albert (EO, 2002)
- Rozengeur & Wodka Lime – Meneer Donkersloot (RTL 4, 2001-2002)
- Meiden van de Wit – Mario Donati (NET5, 2002)
- Hartslag – Meneer van der Linden (NCRV, 2002)
- Russen – Theo de Wijze (KRO, 2003)
- Zes Minuten – Peter (AVRO, 2004)
- Enneagram – Man in penthouse (KRO, 2005)
- Gooische Vrouwen – Notaris (Tien, 2005)
- Keyzer & De Boer Advocaten – buurman (KRO & NCRV, 2006)
- Met één been in het graf – Albert (NCRV, 2006)
- Flikken Maastricht – Mr. Robben (TROS, 2007)
- De Daltons: de jongensjaren – Opa (VPRO, 2007)
- Juliana, prinses van Oranje – Arts van Wilhelmina (EO, 2009)
- Het goddelijke monster (Eén, 2011)
- Golden Girls – Patiënt in wachtkamer (RTL 4, 2012)
- Malaika – Meneer Zoet (RTL 5, 2013)
- Danni Lowinski – Sjors Hoek (SBS6, 2014)

### Film
- Romeo & Julia in Berlijn – Steffen (televisiefilm, KRO, 1960)
- John Brown – Stevens (televisiefilm, NCRV, 1960)
- En marlborough trok ten strijde – Tweede officier (televisiefilm, VARA, 1961)
- Bouquetje Romantiek – voordracht: “Jantje ging eens pruimen plukken” (televisiefilm, NCRV, 1961)
- Oh, kijk mij nou – Fosdyke (televisiefilm, NCRV, 1962)
- Marguerite Gautier – Gustave (televisiefilm, VARA, 1963)
- Het grote begin – Commandant van de oude wacht (televisiefilm, NCRV, 1963)
- Vliegtuig in gevaar – Eerste balie-employé (televisiefilm, NCRV, 1963)
- Lucifer (televisiefilm, NCRV & BRT, 1963)
- Met alleen het geweten als meester – Jo Pellicaan (televisiefilm, NCRV, 1974)
- Soldaat van Oranje – Otto (1977)
- Het beste deel (televisiefilm, NCRV, 1978)
- De zaak Bonhoeffer – Dohnanyi (televisiefilm, NCRV, 1978)
- De vraag op het antwoord (televisiefilm, NOS, 1981)
- Een gelukkige familie (televisiefilm, NOS, 1982)
- Schakels – Dirk (televisieregistratie van toneelstuk ‘’Schakels’’ door Toneelgroep Theater, (TROS, 1983)
- Titaantjes – Journalist (televisiefilm, KRO, 1983)
- De Stille Oceaan (1984)
- In de schaduw van de overwinning (1986)
- Op hoop van zegen – Dokter (1986)
- Leven in de Gouden Eeuw (televisiefilm, Teleac/NOT, 1988)
- The Attick: De Schuilplaats van Anne Frank (Engelse televisiefilm, 1988)
- Honneponnetje (1988)
- Solo: Kan er iets goeds komen uit Nazareth? (korte televisiefilm, KRO/IKON/RKK, 1989)
- Vincent et moi – Art Dealer (Canadese film, 1990)
- Intensive care – Steven (1991)
- Belle van Zuylen - Madame de Charrière – dominee Henri-David de Chaillet (1993)
- Dat is nooit mijn naam geweest – Willem (Telefilm, NPS & EO, 1999)
- Saint Amour – Prior (televisiefilm, IKON, 2001)
- Vrijdag de 14e: Wake up call – Gelovige (VARA, 2003)
- Zinloos – Opa (Telefilm, VARA, 2004)
- The Truth Machine (korte Engelstalige film. 2007)
- Elvis leeft! (korte film van de Nederlandse Film en Televisie Academie, 2011)
- Dag (korte televisiefilm, NTR, 2011)
- Leven – Kees (korte film, 2012)
- De Toegift – Pa Dekker (korte film, 2012)
- De Kleinzoon – Leo (korte film, 2013)
- Uit Logeren – Opa Gootjes (korte film, 2014)

### Tekenfilm (stem)
- De Avonturen van Ichabod en meneer Pad – Mol, 1949)
- Seabert – Oom Smokey, 1985)
- Teddy Ruxpin – Newton Gimmick, 1987-1988)
- Maple Town – Burgemeester Leeuw, 1989-1991)
- Alfred Jodocus Kwak – Koning van Het Land van Twee/ Agent/ Meneer Vlier/ Sultan Alham, 1989-1991)

## Theater
Vanaf 1957 tot en met 2013 is Boni te zien geweest in ruim 130 toneelstukken bij verschillende gezelschappen waaronder Stichting Het Zuidelijk Toneel, Toneelgroep Arena, De Nederlandse Comedie, Toneelgroep Theater, Zuidelijk Toneel Globe, Haarlems Toneel, Noord Nederlands Toneel en Stichting FACT.
Bekende stukken waarin hij te zien was zijn onder andere: De koopman van Venetië, Gijsbrecht van Aemstel, Een Midzomernachtdroom, Schakels en De meeuw.